# Breese
Breese est une commune allemande de l'arrondissement de Prignitz, Land de Brandebourg.

## Géographie
Breese se situe au sein de la réserve de biosphère du paysage fluvial de l'Elbe. À l'ouest s'écoule le Stepenitz.
La commune comprend les quartiers de Groß Breese et Kuhblank.
| Weisen      | Perleberg |              |
| Wittenberge | Breese    |              |
|             |           | Bad Wilsnack |

Kuhblank se trouve sur la ligne de Berlin à Hambourg.

## Histoire
Breese est mentionné pour la première fois en 1317. Les trois villages de la commune (Breese, Gross Breese, Kuhblank) sont à l'origine des rundlings.
Kuhblank fusionne en octobre 1973 avec Groß Breese puis Groß Breese fusionne avec Breese le 26 octobre 2003.
Breese est touché par l'inondation de l'Elbe en mai-juin 2013.

## Source, notes et références
- (de) Cet article est partiellement ou en totalité issu de l’article de Wikipédia en allemand intitulé « Breese » (voir la liste des auteurs).